# Bobi Božinovski
Bobi Božinovski (* 24. Februar 1981 in Skopje, Jugoslawien) ist ein mazedonischer Fußballspieler.

## Karriere
Bobi Božinovski begann seine Profikarriere 1999 bei Vardar Skopje. Nach sechs Spielzeiten, diversen Ausleihen und zwei gewonnenen Meisterschaften wurde er vom FK Cementarnica 55 verpflichtet. 2006 entschied er sich zu einem Wechsel nach Litauen zu Vėtra Vilnius, wo er zwei Saisons verbrachte. 2008 ging er zum Ligarivalen Sūduva Marijampolė. 2008 kehrte er in seine Heimat zurück und spielte zwei Jahre bei den Rabotnički Skopje. 2010 wurde vom kasachischen Erstligisten Lokomotive Astana unter Vertrag genommen. Schon ein Jahr später kehrte er wieder zurück in seine Heimat und spielte bis 2017 für FK Teteks Tetovo, Makedonija Skopje und FK Pelister Bitola. Anschließend wurde Božinovski erneut von Makedonija Skopje unter Vertrag genommen und ist dort bis zum heutigen Tage aktiv.

## Erfolge
- Mazedonischer Meister: 2002, 2003
- Mazedonischer Pokalsieger: 2009, 2013, 2017
- Kasachischer Pokalsieger: 2010

## Auszeichnungen
- Mazedonischer Torschützenkönig: 2010 (15 Tore)